# Conus vanhyningi
Conus vanhyningi is een in zee levende slakkensoort uit het geslacht Conus. De slak behoort tot de familie Conidae. Conus vanhyningi werd in 1944 beschreven door Rehder. Net zoals alle soorten binnen het geslacht Conus zijn deze slakken roofzuchtig en giftig. Zij bezitten een harpoenachtige structuur waarmee ze hun prooi kunnen steken en verlammen.